# Geoffroy de Beaulieu
Pour les articles homonymes, voir Beaulieu.
Geoffroy de Beaulieu, originaire des alentours d'Évreux, mort vers 1274, est un 
homme d'Église français du XIIIe siècle, membre de l'ordre dominicain, confesseur du roi Louis IX, présent à ses côtés lors de sa mort à Tunis en août 1270.
Il est l'auteur d'un texte biographique sur Louis IX, texte utilisé lors des débats en vue de la canonisation de celui-ci.

## Biographie
Il est issu d’une famille noble de la région d'Évreux. Il existe un village de Beaulieu (actuelle commune de Claville), situé à environ 10 km au nord-ouest d'Évreux, sur la route d'Évreux à Lisieux (RD613).

### Carrière
Il entre dans l’ordre des Prêcheurs, fondé par saint Dominique en 1215 à Toulouse, dans le cadre de la lutte contre le catharisme. 
Devenu le confesseur de Louis IX (qui règne de 1226 à 1270), il inspire à ce dernier une grande confiance. Il participe à la huitième croisade (1270) qui aboutit à un échec global, ainsi qu'à la mort du roi devant Tunis.

### Biographe de Louis IX
Après la mort du roi, le pape Grégoire X lui demande d’écrire à propos de la vie de celui qui est déjà perçu comme digne de canonisation. 
Le manuscrit de la Vita Ludovici, quondam regis Franciae est longtemps resté dans la bibliothèque des dominicains d’Évreux et est publié en 1617 en complément aux œuvres de Joinville.

### Mort et funérailles
Il meurt vers 1274.